# Die drei Glückskinder

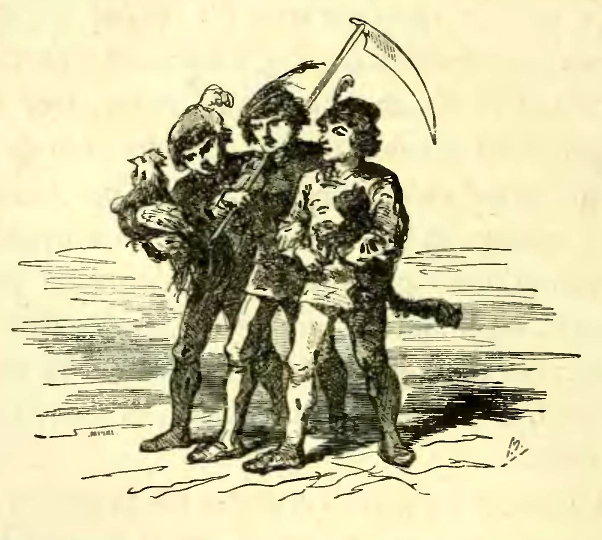
Illustration von Frédéric Baudry

Die drei Glückskinder ist ein Schwank (ATU 1650, 1202, 1281, 1651). Er steht in den Kinder- und Hausmärchen der Brüder Grimm ab der 2. Auflage von 1819 an Stelle 70 (KHM 70).

## Inhalt

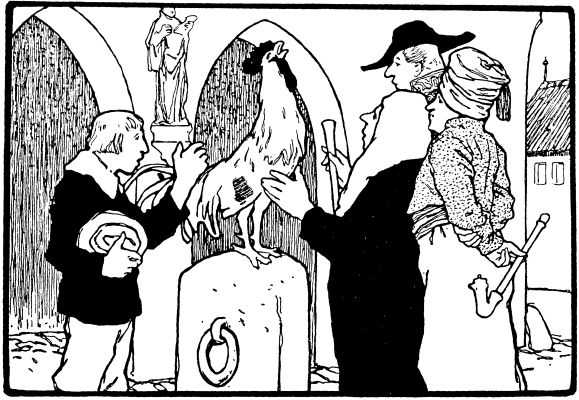
Illustration von Otto Ubbelohde, 1909

Ein Vater vererbt seinen drei Söhnen einen Hahn, eine Sense und eine Katze. Das scheine zwar wenig wert, aber sie müssten sich nur ein Land suchen, wo dergleichen noch unbekannt ist. Jeder der drei hat erst keinen Erfolg, bis er auf eine Insel kommt. Auf der ersten wissen die Leute nachts die Zeit nicht, die zweiten versuchen, ihr Korn mit Kanonen zu ernten, die sie neben den Feldern aufstellen, und die dritten leiden unter einer Mäuseplage. Jeder Bruder kehrt mit einem goldbeladenen Esel, Pferd oder Maulesel heim.
Nach der Abreise des dritten Bruders erschrecken die Leute vor dem Geschrei der vom Mäusefangen durstigen Katze. Die Räte schicken einen Edelknaben als Herold zu ihr, um sie aufzufordern, das Schloss zu räumen oder zu gewärtigen, dass Gewalt gegen sie gebraucht werde. Er missdeutet das ‚miau, miau‘ der Katze als ‚durchaus, durchaus nicht‘. Das Schloss wird in Brand geschossen, die Katze entkommt.

## Herkunft

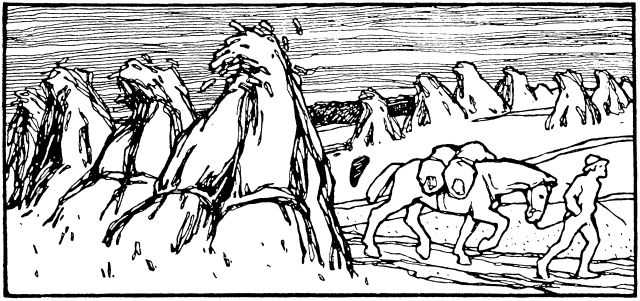
Illustration von Otto Ubbelohde, 1909

Der Text steht in Grimms Märchen ab der 2. Auflage von 1819. Danach kamen nur kleine Umformulierungen, vor allem zur 3. Auflage: „Ein billiger Preis, für ein so kostbares Thier!“ wurde „Ein Spottgeld für ein so kostbares Thier“. Anstatt „ob sie das Schloß übergeben wolle?“, wird die Katze gefragt, „ob sie das Schloß gutwillig räumen wollte?“ Grimms Anmerkung notiert „Aus dem Paderbörnischen“ (von Familie von Haxthausen) und bemerkt die Ähnlichkeit mit dem Mäusehund bei den Lalenbürgern (Kap. 44), der frisst „was man ihr beut“ und sie verstehen „Vieh und Leut“. Weiterhin zitieren sie lateinisch eine Chronik des Albertus von Stade „S. 1946“ von einem armen, der seinen reichen Kaufmannsbruder übertrifft, indem er zwei Katzen im richtigen Land teuer verkauft. Sie nennen noch „Serbisch bei Wuk Nr. 7“ und „eine ähnliche englische Erzählung von Wittington und seiner Katze“ (The Famous and Remarkable History of Sir Richard Whittington; Johann Eckensteins Richard Whittington und seine Katze, oder die belohnte Tugend, 1836). Hans-Jörg Uther nennt zum Verkauf von Hahn, Sense und Katze als früheste Quelle Nicolas de Troyes’ Le Grand parangon des nouvelles nouvelles (1535, Nr. 103), dann verschiedene deutsche Schwankbücher wie Valentin Schumanns Nachtbüchlein, 1559. Der überhöhte Verkauf einer Katze kommt schon in von Stades Annales des 13. Jahrhunderts und einem persischen Geschichtswerk vor, seit dem 17. Jahrhundert dann als Schauspiel, Ballade und Volksbuch.

## Vergleiche

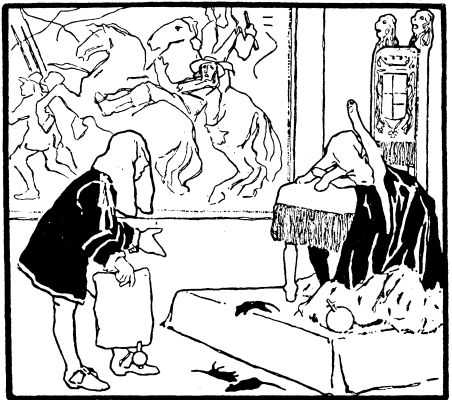
Illustration von Otto Ubbelohde, 1909

Dass drei Brüder, besonders der Jüngste, ihr Glück machen, ist gerade Grimms Märchen geläufig, siehe etwa Die drei Federn, Der arme Müllerbursch und das Kätzchen, Die drei Feldscherer. Die Katze als unscheinbares Erbteil gibt es auch in Der gestiefelte Kater. Vorlegendem Text fehlen märchenhaft wunderbare Elemente. Dafür geht es um die Gewitztheit der Brüder und vor allem um die Dummheit der Leute. Sie kennen Kanonen, aber keine Sense. Nicht nur der gezahlte Preis ist beim einen größer als beim anderen, sondern auch ihre militärischen Rituale. Es ist damit wie etliche Grimms Märchen ein Schwank. Gleichzeitig charakterisiert der letzte Teil die Katze, die in anderen Märchen als Hexentier vorkommt (z. B. Jorinde und Joringel). Das Schwankmärchen Die Eule, aber auch Der Mond ist hier ähnlich. Grimms Märchen enthalten eine ganze Reihe kurzer fabel- oder schwankartiger Texte, die dazu zu dienen scheinen, einzelne Märchenwesen zu charakterisieren: Der Hund und der Sperling, Der Wolf und der Mensch, Der Fuchs und die Katze, Der Fuchs und die Gänse, Märchen von der Unke, Der Fuchs und das Pferd. Siehe auch die symbolische Bedeutung der Zahl Drei in den Märchen.

## Parodie

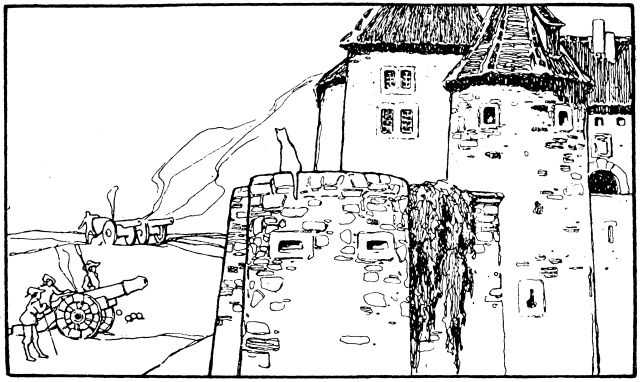
Illustration von Otto Ubbelohde, 1909

In Christopher Rowes Parodie bringen die Kinder den Hahn in ein hektisches Büro, die Sense einer Siedlung mit lauten Rasenmähern, die Katze brauchen sie selber.